# Löllingite
La löllingite, nota anche come ferro arsenico o calce arsenicica (simbolo IMA: Lö) è un minerale piuttosto raro della classe dei minerali "solfuri e solfosali". La sua composizione chimica è FeAs2 e appartiene al gruppo della löllingite.

## Etimologia e storia
La löllingite prende il nome dalla sua località tipo, il paese di Lölling in Carinzia. Fu trovato e descritto per la prima volta nel 1845 da Wilhelm Karl Ritter von Haidinger.

## Classificazione
La nona edizione della sistematica minerale di Strunz, valida dal 2001 e utilizzata dall'Associazione Mineralogica Internazionale (IMA) fino al 2009, classifica la löllingite nella classe dei "solfuri e solfosali" e lì nella sottoclasse dei "2.E Solfuri metallici, M: S ≤ 1:2". Tuttavia, questa è ulteriormente suddivisa in base all'esatto rapporto tra le sostanze e i metalli predominanti nel composto, in modo che il minerale possa essere trovato in base alla sua composizione nella suddivisione "2.EB M:S = 1:2, con Fe, Co, Ni, PGE, ecc.", dove forma il "gruppo della löllingite" con il sistema nº 2.EB.15a insieme ad anduoite, clinosafflorite, nisbite, omeiite, rammelsbergite e safflorite.
Tale classificazione è mantenuta anche nell'edizione successiva, proseguita dal database "mindat.org" e chiamata Classificazione Strunz-mindat.
Anche la sistematica dei minerali secondo Dana, utilizzata principalmente nel mondo anglosassone, classifica la löllingite nella classe dei "solfuri e solfosali" e lì nella sottoclasse dei "minerali solfuri". La si può trovare insieme a marcasite, ferroselite, frohbergite, hastite, mattagamite, kullerudite, omeiite, anduoite, seinäjokite, safflorite, rammelsbergite e nisbite, con le quali forma il "gruppo della marcasite" con il sistema nº 02.12.02 all'interno della suddivisione "Solfuri – compresi seleniuri e tellururi – con composizione AmBnXp, con (m+n):p=1:2".

## Modificazioni e varietà
La glaucopirite è una varietà di löllingite contenente cobalto. C'è miscibilità con la safflorite, CoAs2 Tuttavia, questa miscibilità non è completa. Il ferro può anche essere parzialmente sostituito con il nichel e l'arsenico con lo zolfo.

## Abito cristallino
La löllingite cristallizza nel sistema ortorombico nel gruppo spaziale Pnnm (gruppo nº 58) con i parametri del reticolo a = 5,243 Å, b = 5,978 Å e c = 2,9783 Å così come due unità di formula per ogni cella unitaria.

## Origine e giacitura
La löllingite si forma nelle rocce ignee come la pegmatite o come componente minore nelle vene idrotermali. I suoi minerali di accompagnamento sono calcite, niccolite, farmacosiderite, siderite, skutterudite e bismuto, tra gli altri.
Essendo una formazione minerale piuttosto rara, la löllingite può essere abbondante in vari siti, ma nel complesso non è molto comune. Finora sono noti circa 580 siti. Oltre alla sua località tipo Lölling, il minerale è stato trovato in Austria in diversi luoghi sull'Hüttenberger Erzberg, vicino a Sankt Martin am Silberberg, sulla Saualpe e sul Markogel in Carinzia; sullo Schlossberg vicino a Gloggnitz in Bassa Austria; nella Valle di Gastein e sul Rotgüldensee a Salisburgo, nonché nella galleria di base del Semmering (Passo del Semmering) vicino al Dürrhof, al Vetternspitzen e allo Zinkwand nei Tauri di Schladming e di Murau.
In Italia la löllingite è stata trovata in diversi luoghi: a Brusson (Val d'Aosta); a Madesimo, Sondalo, Brusimpiano e Cuasso al Monte (Lombardia). A Balme, Bruzolo e Usseglio (Piemonte); ad Arburese, Arbus, Burcei, Fluminimaggiore, Gonnosfanadiga, Muravera e San Vito (Sardegna); infine a Campo nell'Elba e a Capoliveri (Toscana).
In Germania, la löllingite è stata rinvenuta principalmente nella Foresta Nera (Wittichen, Oberwolfach), nello Spessart (Hartkoppe, Schöllkrippen), nella Foresta bavarese, nell'Odenwald, nei monti Harz (miniere di Rammelsberg, Sankt Andreasberg), nel Siegerland, nelli Monti Metalliferi e nel Vogtland.
In Svizzera, il minerale è stato finora trovato solo nel Canton Vallese, più precisamente vicino ad Ayer e a Saint-Luc, nonché a Pipjitälli e Salanfe.
Altre località sono sparse in tutto il mondo.
La löllingite è stata rilevata anche in campioni di roccia della dorsale del Pacifico orientale.

## Caratteristiche chimico-fisiche
- Solubile in acido nitrico[5]
- Magnetico dopo il riscaldamento[3]
- Peso molecolare: 205,69 gm[3]
- Indice di fermioni: 0,0057560175[3]
- Indice di bosoni: 0,9942439825[3]
- Fotoelettricità: 61,29[3]
- Anisotropismo: forte[4]

## Forma in cui si presenta in natura
La löllingite sviluppa cristalli prismatici o aggregati massicci di colore bianco-argenteo, che diventano grigi nell'aria dopo un po' di tempo. Tuttavia, la cava di minerale fresco ha un colore più chiaro rispetto all'arsenopirite altrimenti simile.
Rari i cristalli prismatici, aggregati massivi compatti o raggiate e granulari.